# Puente Saint-Michel
El puente Saint-Michel (del francés: Pont Saint Michel) es un puente parisino sobre el río Sena. Une la margen izquierda con la Isla de la Cité.
En 1999, quedó incluido dentro de la delimitación del ámbito de Riberas del Sena en París, bien declarado patrimonio de la Humanidad por la Unesco.

## Historia

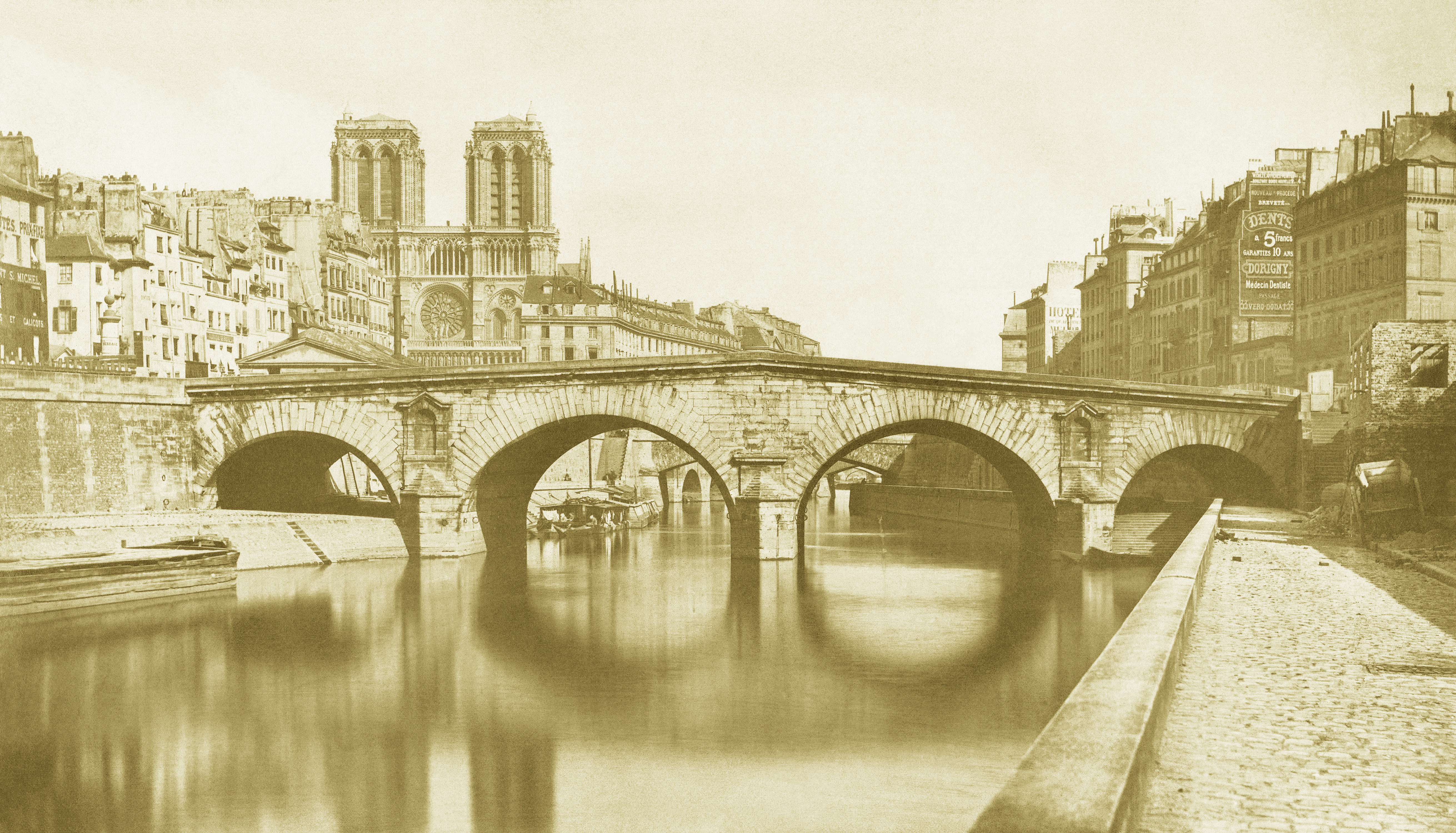
Pont Saint-Michel, 1857.

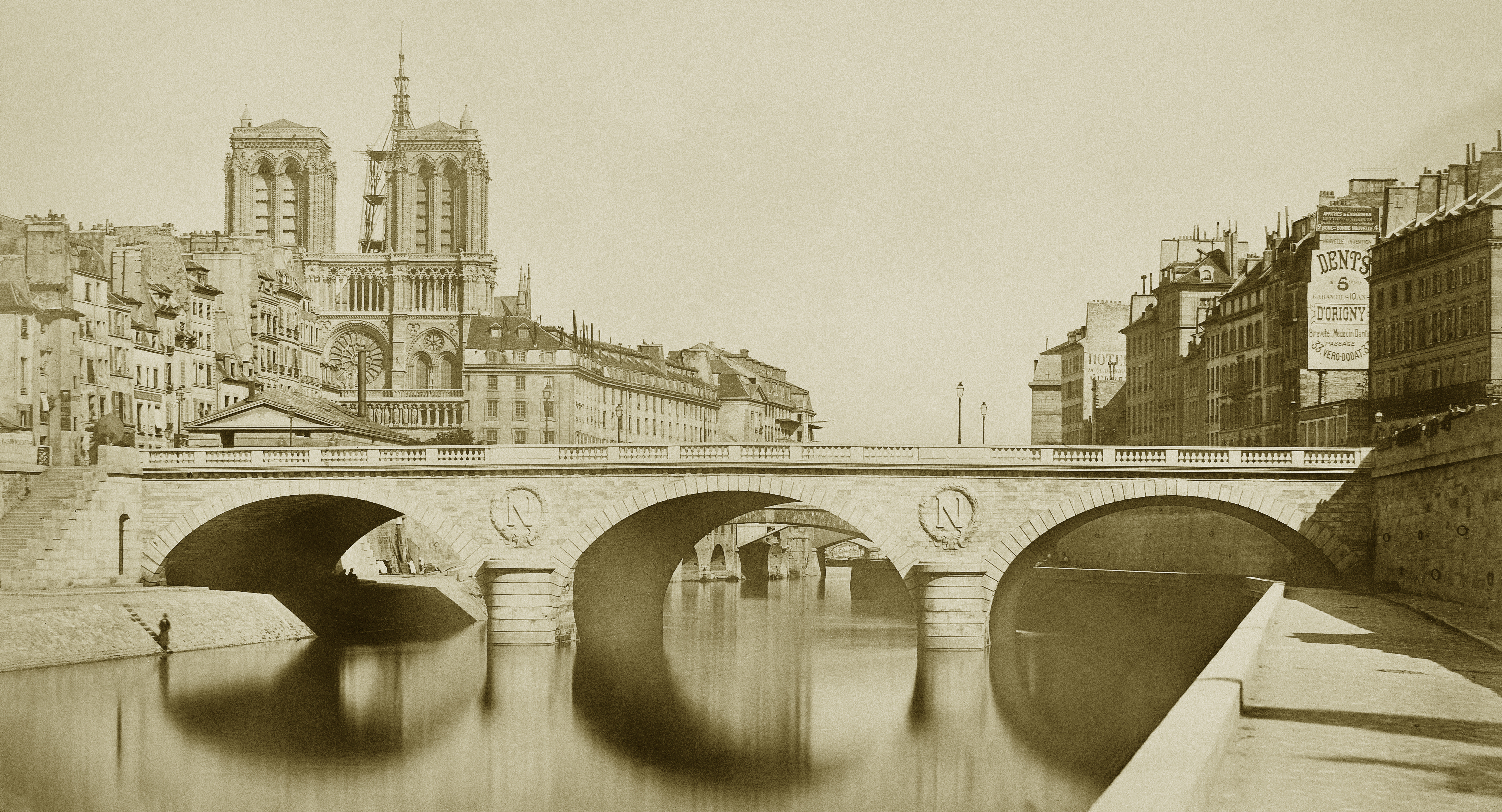
Pont Saint-Michel, 1859.

Fue construido inicialmente en 1378, en piedra. Se ubicó cerca del Petit-Pont y en la prolongación de la calle Saint-Denis. El preboste de la época, Hugues Aubriot fue el encargado de la obra que financió el Rey. Las obras duraron cerca de ocho años (1378-1387). Una vez concluidas, los parisinos lo bautizaron inicialmente con los nombres de Puente Nuevo por ser el de más reciente construcción (no confundir con el actual Puente Nuevo) y el de Puente Saint-Michel, por su ubicación. 
Como era habitual en la Edad Media el puente se fue rápidamente llenando de casas. Estas y el propio puente desaparecieron en 1408 cuando el puente fue llevado por una riada, fruto del deshielo primaveral.
 Dadas las dificultades económicas por las que pasaba el país en aquella época debido a la guerra de los Cien Años se reconstruyó en madera en vez de piedra. El aspecto de este nuevo puente es conocido gracias a una miniatura realizada por Jean Fouquet que pertenecía a la obra Les Heures d'Étienne Chevalier. Se observa así una obra que reposa sobre unos altos pilares así como unas casas de yeso y madera que poseían un techo que era único y común para todas ellas.  
El 9 de diciembre de 1547 varios barcos impactaron contra su estructura. El puente se hundió causando la muerte a 17 personas. Fue reconstruido dos años más tarde y permaneció hasta 1616 año en el cual las inclemencias meteorológicas volvieron a acabar con él. Fue reconstruido nuevamente entre 1618 y 1624 y decorado con estatuas de Luis XIII, el Arcángel Miguel y la Virgen María. 
Considerado demasiado estrecho y vetusto es reconstruido en 1857 por Paul-Martin Gallocher de Lagalisserie y Paul Vaudrey, siendo esta la versión que actualmente se conserva.

## Descripción
El puente actual se compone de 3 arcos de 17,20 metros cada uno y una anchura de 30 metros. Su longitud total es cercana a los 62 metros. De piedra, está decorado con medallones propios del Segundo Imperio.

## Curiosidades
El año 1993, el cantante francés Alain Bashung le dedicó la canción Mon petit pont (Histoire d'amour).